# Джонсон, Сэмюэл
Сэмюэл Джонсон (англ. Samuel Johnson; 7 [18] сентября 1709 года — 13 декабря 1784 года) — английский литературный критик, лексикограф и поэт эпохи Просвещения, чьё имя, по оценке «Британники», стало в англоязычном мире синонимом второй половины XVIII века.

## Биография
Сын мелкого торговца книгами. Безо всякой материальной или моральной поддержки, страдая синдромом Туретта, Джонсон неутомимо пробивал себе дорогу и упорным трудом завоевал выдающееся положение в литературном мире. В 1735 вступил в брак с состоятельной сорокапятилетней вдовой, на средства которой открыл школу (среди учеников был юный Дэвид Гаррик, впоследствии видный актёр).
Написанная (в подражание Ювеналу) после переезда Джонсона в столицу поэма «Лондон» заслужила похвалу Поупа. За ней последовал ещё более успешный опыт ювеналовой сатиры, «Тщета человеческих желаний» (1749), которая закрепила за Джонсоном репутацию ведущего английского поэта тех лет. До этого, в 1738—1744, он под вымышленными именами освещал ход парламентских дебатов в журнале «Джентлменз мэгэзин», печатался и во многих других изданиях, зарабатывая на жизнь литературной подёнщиной.

## Журналы и словарь
В 1744 выпустил удачную биографию Ричарда Сэвиджа, после чего получил заказ на составление толкового словаря английского языка. Этот труд занял девять лет, прославил автора по всей стране, укрепил его материальное положение и принёс ему степень магистра искусств Оксфордского университета. Несмотря на то, что Джонсон не имел предшественников в подобного рода работе, а на момент публикации (1755) этот словарь был первым в английской литературе, он и до настоящего времени не потерял своей ценности (его значение сравнимо со Словарём Академии Российской для русского языка).

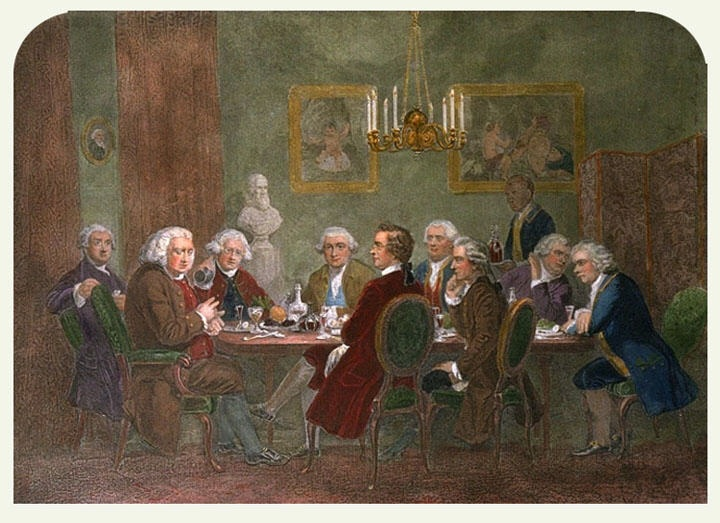
Заседание кружка доктора Джонсона

В 1750—1752 издавал журнал «Рэмблер» (англ. The Rambler), в котором напечатал 203 «опыта» на этические и литературные темы. Задачу своего журнала Джонсон видел в том, чтобы назидать, а не развлекать. Издание, к которому публика отнеслась с прохладцей, пришлось прекратить со смертью жены, но переизданные в одном томе выпуски журнала стали бестселлером, что в 1758 г. вдохновило Джонсона на издание менее серьёзного журнала «Айдлер» (англ. The Idler).

## Годы славы
По своему влиянию на умы современников-англичан Джонсона можно сравнить с Вольтером и его славой в континентальной Европе. В 1759 году, когда Вольтер опубликовал свою самую знаменитую философскую повесть «Кандид», Джонсон выпустил свой собственный опыт в аналогичном роде, — повесть «История Расселасса, принца Абиссинского» (англ. The History of Rasselas, Prince of Abissinia), в которой отразился его крайне мрачный в те годы взгляд на жизнь как на стезю беспросветного страдания. Пессимизм Джонсона был отчасти обусловлен цепочкой смертей его ближайших родственников, в том числе матери, и носил временный характер.
В 1765 году Джонсон издал собрание сочинений Шекспира (8 тт.; англ. The Plays of William Shakespeare), снабдил его интересным предисловием, в котором, характеризуя великого драматурга, установил новый, идущий вразрез с господствующими точками зрения, взгляд на закон драматического творчества. Предвосхищая мысли Гердера, он объявляет Шекспира «поэтом природы», прощает ему различные «поэтические вольности», неподчинение классическим правилам, оправдывая даже шекспировский приём смешения комического с трагическим, который подвергался безусловному осуждению в кругах классиков.

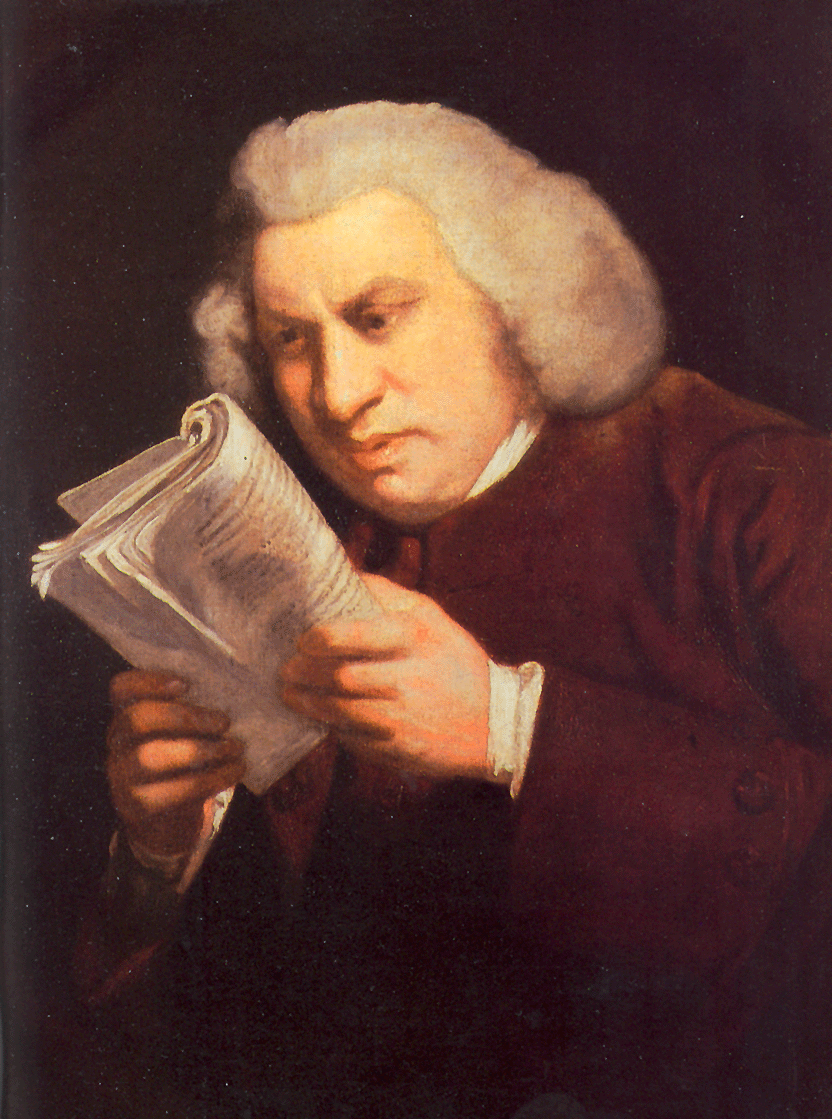
Портрет, написанный в 1775 Джошуа Рейнольдсом, показывает концентрацию и слабость зрения Джонсона.

Следующей большой работой Джонсона было десятитомное «Жизнеописание важнейших английских поэтов» (англ. The Lives of the Poets, 1779—1781), в котором он выступает не только как биограф, но и как критик, ещё не порвавший с теориями классицизма (его оценки Мильтона, Грея и пр.). Эти жизнеописания (во многих случаях, фундаментальный разбор творчества того или иного автора) представляют собой самое остроумное произведение литературной критики XVIII века. Большой знаток литературы, Джонсон первый усомнился в подлинности поэм Оссиана. Он попытался привести в систему историю национальной словесности и ввёл термины, которые впоследствии стали общепринятыми (напр., «поэты-метафизики»).
Статья основана на материалах Литературной энциклопедии 1929—1939.

## Репутация
«Доктор Джонсон» (так его стали называть после получения докторской степени в Оксфорде) умер в 1784 году и был похоронен в Вестминстерском аббатстве. На протяжении полувека его авторитет был непререкаем. И только когда Маколей обрушился с критикой на консервативные политические взгляды Джонсона, его слава пошла на убыль. В настоящее время его помнят главным образом благодаря сочинённому Джеймсом Босуэллом жизнеописанию — самой читаемой биографии на английском языке. Джонсон познакомился с Босуэллом в июне 1763 года, и на следующий год они вместе с Рейнольдсом и Бёрком учредили знаменитый Литературный клуб. На протяжении многих лет перед тем, как отойти ко сну, Босуэлл скрупулёзно фиксировал слышанные за день беседы Джонсона в клубе и при личных встречах со знаменитым критиком, в подробностях описал их совместное путешествие на Гебриды в 1775 году. Объёмистый труд Босуэлла на редкость точно запечатлел незаурядный джонсоновский талант парадоксального остроумия, который современники не колеблясь сравнивали с сократовским. Новые грани в образе Джонсона приоткрыла осуществлённая в XX веке публикация его собственных дневниковых записей.

## Джонсон и шотландцы

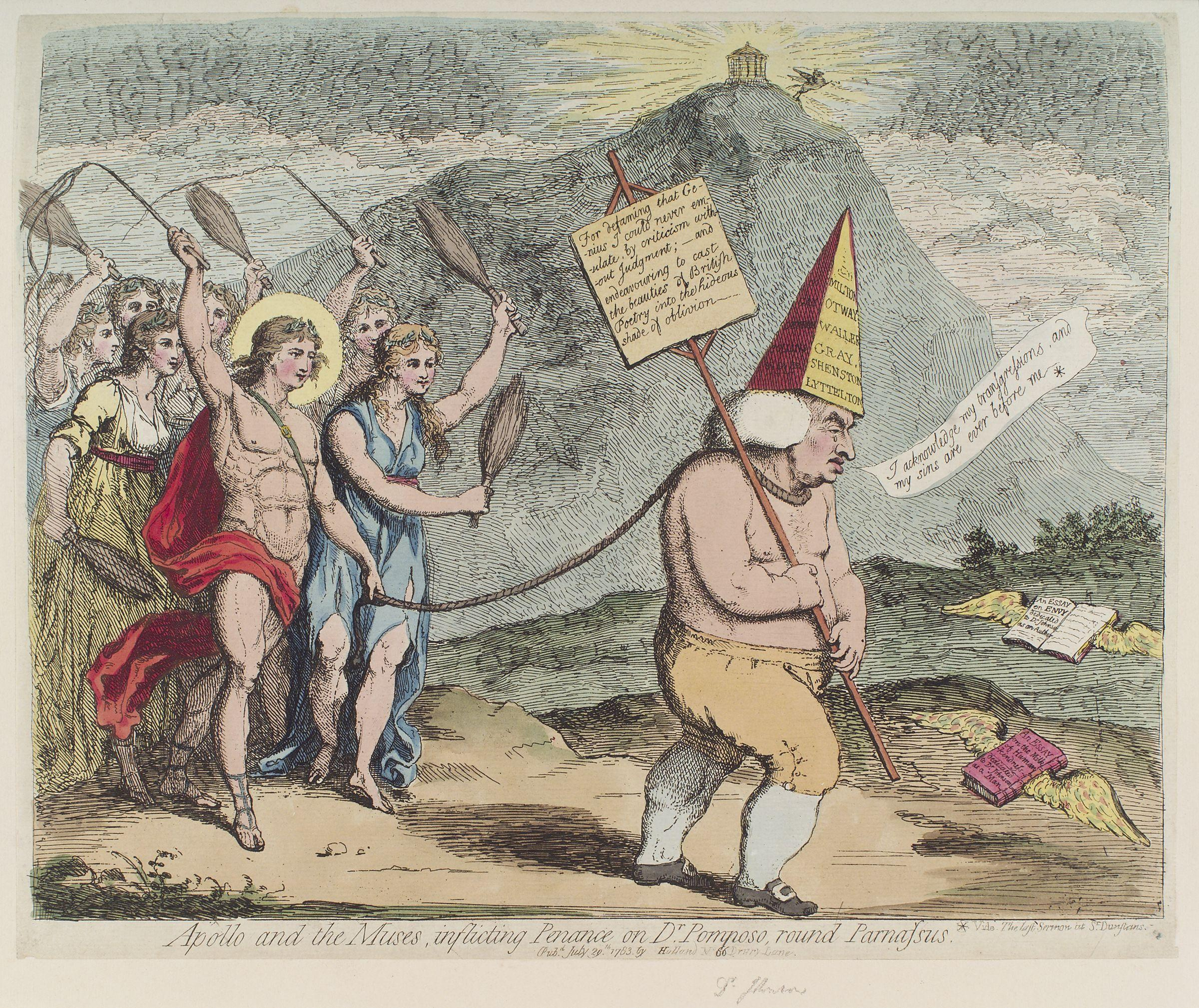
Карикатура, изображающая, как Аполлон и музы гоняют Джонсона вокруг Парнаса

Ненависть шотландцев, не угасшую и в XXI веке, Джонсон вызвал своими пренебрежительными отзывами о них. Ещё в 1773 году шотландский поэт Роберт Фергюссон в стихотворении «Доктору Джонсону: пища для нового издания его Словаря» (To Dr Samuel Johnson: Food for a new Edition of his Dictionary) открыто издевался над Джонсоном, не признававшим шотландской «версии» английского языка. В итоге стихи о Джонсоне гэльских поэтов-современников, прежде всего многочисленные стихи вождя клана Макинтайр Джеймса Макинтайра из Гленно (1727—1799), например, Песня для доктора Джонсона (как и стихотворения принадлежавшего к иному политическому лагерю Джеймса Шоу, он же «Бард Лох-Несса») полны нестандартной лексики. Однако на подобные грубости спровоцировал шотландцев сам Джонсон, а то, что его выпады против шотландцев порождены синдромом Туретта (содержащего в своей структуре копролалию), тогда известно не было, ведь первое описание этой болезни появилось через столетие после его смерти.

## Афоризм о патриотизме
Джонсону приписывается высказывание о патриотизме как последнем прибежище негодяя. Происходит из сочинения Босуэлла, который поясняет:

он не подразумевал реальной и щедрой любви к нашей стране, но имел в виду тот патриотизм, который так многие, во все времена и во всех странах, делали прикрытием личных интересов.
В первом издании своего словаря (1755) Джонсон определил слово «патриот» следующим образом: «Тот, чьей руководящей страстью является любовь к своей стране». В четвёртом издании (1774) он сделал добавление, отражающее особенности политического словоупотребления тех лет: «Также иногда используется для фракционных нападок на правительство». Здесь имеется в виду использования понятия в патриотической риторике вигов, ведших атаку на  правительство тори и двор под лозунгом защиты прав и свобод нации. Отражению этих атак посвящён предвыборный памфлет Джонсона «Патриот. Обращение к избирателям Великобритании» (1774). В памфлете Джонсон, выдвигая идеал депутата-патриота, всецело преданного интересам отечества, вместе с тем обвиняет оппозицию в несоответствии этому идеалу, «фальшивом патриотизме» и демагогии.